# Alastor promotori
Alastor promotori är en stekelart som beskrevs av Meade-waldo 1913. Alastor promotori ingår i släktet Alastor och familjen Eumenidae. Inga underarter finns listade i Catalogue of Life.